# Sofie Zdebel
Sofie Zdebel (* 8. August 2004) ist eine deutsche Fußballspielerin.

## Karriere

### Vereine
Zdebel begann in Odenthaler Ortsteilverein SV Altenberg mit dem Fußballspielen, wechselte später zur Jugendabteilung des SV Bergisch Gladbach 09 und anschließend zur Mädchenmannschaft von Bayer 04 Leverkusen, für die sie ab Oktober 2018 für die B-Juniorinnen in der Bundesliga West/Südwest als Mittelfeldspielerin Punktspiele bestritt.
Im Sommer 2020 erhielt sie – obwohl noch ein Jahr für die Juniorinnen spielberechtigt – einen Vertrag für das Bundesliga-Team. Am 20. Dezember 2020 (12. Spieltag) gehörte sie im Heimspiel gegen den SC Freiburg erstmals zum Spieltagskader und gab knapp drei Monate später ihr Bundesligadebüt. Beim 4:2-Sieg im Heimspiel gegen den 1. FFC Turbine Potsdam am 5. März 2021 (14. Spieltag) wurde sie beim Stand von 2:0 in der 63. Minute für Sylwia Matysik eingewechselt.

### Nationalmannschaft
Zdebel bestritt zwischen Dezember 2018 und Mai 2019 vier Länderspiele für die U15-Nationalmannschaft und gehörte danach zum Kader der U16-Nationalmannschaft, für die sie bis Februar 2020 fünfmal zum Einsatz kam. Mit dieser Auswahlmannschaft nahm sie 2019 zudem am U18-Länderpokal in der Sportschule Wedau teil, wobei die dort gespielten Partien nicht als offizielle Länderspiele Berücksichtigung gefunden hatten.
Für die U19-Europameisterschaft 2022 wurde sie in den Kader berufen und hatte zwei Einsätze, wobei ihr ein Tor gelang. Ihr Team schied nach zwei Niederlagen und einem Sieg nach der Vorrunde in der Gruppe B aus.

## Sonstiges
Zdebel ist die Tochter des ehemaligen Bundesligaspielers und heutigen Trainers Thomas Zdebel.